# Постников, Алексей Владимирович
Алексе́й Влади́мирович По́стников (род. 28 марта 1939, Москва) — советский и российский учёный, историк географии и картографии. Доктор технических наук, профессор. Заслуженный деятель науки Российской Федерации. Член Исполкома (асессор) Отделения истории науки и техники Международного союза истории и философии науки, экс-президент Международного Центра Рерихов.
Сын известного историка и япониста В. М. Константинова (1903—1967).

## Биография
В 1965 году окончил Московский институт инженеров геодезии, аэрофотосъемки и картографии. В течение 1967—1972 годов работал в Научно-редакционной картосоставительской части Главного управления геодезии и картографии при Совете Министров СССР, являлся редактором и автором исторических карт. С 1972 по 1974 был научным сотрудником Института истории СССР АН СССР; с 1974 по 1977 — научным сотрудником ЦНИИ геодезии, аэрофотогеодезии и картографии ГУГК при Совете Министров СССР, затем работал научным сотрудником Института физики Земли, ученым секретарем Московского филиала Географического общества СССР. С 1980 года трудился в Институте истории естествознания и техники Российской академии наук, где прошёл путь от старшего научного сотрудника до заведующего сектором истории картографии. В 1996-м был назначен заместителем директора Института истории естествознания и техники им. Сергея Ивановича Вавилова РАН, а в 2004-м году возглавил его.
С января 2010 года — главный научный сотрудник отдела истории наук о Земле ИИЕТ РАН

## Научная деятельность
Профессор Постников является автором 21 монографии и более 250 научных публикаций. Наиболее известные работы:
- «Карты земель российских: очерк истории географического изучения и картографирования нашего отечества» (1996),
- «Развитие крупномасштабной картографии в России» (1989),
- «Развитие картографии и вопросы использования старых карт» (1985).
- Схватка на «Крыше Мира» (политики, разведчики и географы в борьбе за Памир в XIX в.): Монография в документах. — М., 2001. — 416 с.: 8 л. карт. — (Памятники исторической мысли). — Публикация в Интернете (МЦР, 2012): http://www.icr.su/upload/Postnikov.pdf
- Становление рубежей России в Центральной и Средней Азии (XVIII—XIX вв.). Роль историко-географических исследований и картографирования: Монография в документах / Под общ.ред. и с предисл. акад. В. С. Мясникова. — М.: Памятники исторической мысли, 2007. 462 с.: ил.
- История географического изучения и картографирования Сибири и Дальнего Востока в XVII — начале XX века в связи с формированием русско-китайской границы / Под общ. Ред. Б. В. Базарова. Издание 2-е — М.: ЛЕНАРД, 2015. 388 с. ISBN 978-5-9710-1516-1
- Из истории первого английского посольства в Бутан и Тибет (1774—1775 гг.): Джордж Богл и его «Меморандумы». — М.: Международный центр Рерихов, ИИЕТ РАН, Мастер-Банк, 2012. — 512 с., ил.
- Postnikov, Alexey; Falk, Marvin. Exploring and Mapping Alaska. Russian America Era, 1741—1867. Translated by Lydia Black. University of Alaska Press — Rasmuson Library Historic Translation. (Fairbanks, 2015) 450 pages, 75 maps, size 7 x 10 /inch/.

Помимо изучения истории Российской картографии, профессором Постниковым был внесен значительный вклад в оценку достижения зарубежной картоведческой науки, изучение картографирования российско-китайского приграничья. Кроме того, он уделил большое внимание практическому использованию старинных карт в исторических изысканиях, проводил работу по истории картографирования Финляндии и Польши в составе Российской империи, изучал историю картографирования и освоения территории Приамурья и Русской Америки (Аляски).

## Членство в организациях
- Действительный член РАЕН;
- Заместитель председателя Московского центра Русского географического общества;
- Советник Международного исследовательского фонда памяти профессора Брайана Харли (Лондон);
- Председатель диссертационного совета по истории наук о Земле при ИИЕТ РАН
- Член диссертационного совета при географическом факультете МГУ им. М. В. Ломоносова;
- Академик Международной академии истории науки (Париж, 2010; членкор с 2002[1]);
- Член-корреспондент Европейской академии наук (Брюссель);
- Член Комиссии по истории картографии Международной картографической ассоциации;
- Член редколлегии и Совета директоров Международного журнала по истории картографии Imago Mundi.

Член редколлегии изданий:
- «Известия РАН. Серия географическая»;
- «Известия Русского географического общества»;
- «Вопросы истории естествознания и техники»;
- книжные серии «Научно-биографическая литература» и «Научное наследство»;

Также входит в состав авторского коллектива многотомного труда по истории мировой картографии, создающемся в настоящее время в США под руководством проф. Дэвида Вудуорта (The History of Cartography. Vol. 1. Cartography in Prehistoric, Ancient and Medieval Europe and the Mmediterranean. Ed. by J.B. Harley and David Woodward. — London — Chicago, 1987) и в состав группы экспертов и авторов Международного исследовательского проекта «Православие и наука в мировом контексте» (2016—2019).

## Награды и звания
- Заслуженный деятель науки Российской Федерации
- Медаль «В память 850-летия Москвы»
- Золотая медаль имени Н. М. Пржевальского Географического общества СССР
- Золотая медаль имени П. П. Семёнова Русского географического общества
- Малая Золотая медаль Русского географического общества
- Орден святителя Иннокентия митрополита Московского и Коломенского (РПЦ) III степени

## Основные работы
- Постников А. В. Развитие картографии и вопросы использования старых карт / Отв. ред. И. А. Федосеев. — М.: Наука, 1985. — 216 с. — 1550 экз. (в пер.)
- Постников А. В. Развитие крупномасштабной картографии в России. — М.: Наука, 1989. — 232 с. — 750 экз. — ISBN 5-02-003277-8. (в пер.)
- Постников А. В. Развитие отечественной полевой картографии и труды Н. М. Пржевальского // Н. М. Пржевальский и современная картография. — М.: Знание, 1989. С. 20-36.
- Гольденберг Л. А., Постников А. В. Петровские геодезисты и первый печатный план Москвы. — М.: Недра, 1990. — 160 с. — 26 600 экз. — ISBN 5-247-01113-9. (обл.)
- Постников А. В. Картография в творчестве П. А. Кропоткина // П. А. Кропоткин и современность. М., 1993. — С. 80-92.
- Постников А. В. Карты земель российских: очерк географического изучения и картографирования нашего отечества. — М.: «Наш дом — L’Age d’Homme», 1996. — 194 c. — 1000 экз. — ISBN 5-89136-001-2 (Культурное наследие России) (в пер.)
- Постников А. В. Следовало ли Российской империи присоединять к своим владениям Приамурье и Приморье? // Вопросы истории естествознания и техники. 2001. № 1. — С. 181—187.
- Постников А. В. Схватка на «Крыше Мира» (политики, разведчики и географы в борьбе за Памир в XIX в.): Монография в документах / Общ. ред. и предисловие акад. В. С. Мясников. — М.: Памятники исторической мысли, 2001. — 416 с. — 1200 экз. — ISBN 5-88451-100-0. (в пер.)
- Постников А. В. Схватка на «Крыше Мира»: Политики, разведчики, географы в борьбе за Памир в XIX веке / Общ. ред. и предисловие акад. В. С. Мясникова. — Изд. 2-е. — М.: Рипол-классик, 2005. — 512 с. — 2000 экз. — ISBN 5-7905-3465-1. (в пер.)
- Постников А. В. Становление рубежей России в Центральной и Средней Азии (XVIII—XIX вв.). — М.: Памятники исторической мысли, 2007. — 464 с. — 800 экз. — ISBN 5-88451-216-0. (в пер.)
- Постников А. В. История географического изучения и картографирования Сибири и Дальнего Востока в XVII — начале XX вв. в связи с формированием русско-китайской границы. — М.: Ленанд, 2013. — 364 с. — ISBN 978-5-9710-0699-2. (обл.)
- Postnikov, Alexey V. Maps for Ordinary Consumers versus Maps for the Military: Double Standards of Maps Accuracy in the Soviet Cartography, 1917—1991 // Cartography and Geographic Information Science. — 2002. — Vol. 29. — №. 3 — P. 243—259.